# Miroslava di Bulgaria
Miroslava in bulgaro Мирослава? (fl. X-XI secolo) era una nobile bulgaro-bizantina. Era la moglie di Ashot Taronita, figlia dello zar Samuele di Bulgaria e di Agata.
Secondo la Sinossi della Storia scritta dal cronista quasi contemporaneo Giovanni Scilitze, Miroslava si innamorò di Ashot Taronita, un nobile bizantino di origine armena tenuto prigioniero dal padre di lei, Samuele di Bulgaria. Giovanni Scilitze sostiene che Miroslava disse al padre che si sarebbe suicidata se non le fosse stato concesso di sposare Ashot. Il padre acconsentì e nominò Ashot governatore di Dyrrhachium. Miroslava e Ashot si sposarono nel 996 d.C..
In seguito Ashot entrò in contatto con i bizantini locali e con l'influente Giovanni Criselio, suocero di Samuele. Ashot e Miroslava si imbarcarono su una delle navi bizantine che stavano assediando la città e fuggirono a Costantinopoli, dove l'imperatore Basilio II concesse ad Ashot il titolo di magistros e a Miroslava quello di zoste patrikia (dama di compagnia).